# محمد کمونه
محمد کمونه (انگلیسی: Mohamed Kamouna؛ زادهٔ ۱۳ ژوئن ۱۹۶۹) ورزشکار فوتبال اهل مصر است.
از باشگاه‌هایی که در آن بازی کرده‌است می‌توان به باشگاه ورزشی زمالک و تیم ملی فوتبال مصر اشاره کرد.